# Neodolatelná
Neodolatelná (v anglickém originále Simply Irresistible) je americká romantická filmová komedie z roku 1999 režiséra Marka Tarlova, který ji natočil podle scénáře Judith Roberts. V hlavních rolích se představili Sarah Michelle Gellar a Sean Patrick Flanery. Film pojednává o mladé kuchařce, která se neúspěšně snaží vést vlastní restauraci, a manažerovi obchodního domu, ve kterém se má nacházet nový luxusní gastronomický podnik.

## Příběh
Amanda Sheltonová zdědila po své matce malou newyorskou restauraci, ale nemá její kuchařské schopnosti a podniku se nedaří. Jednoho rána se Amanda na místním trhu setká se neznámým mužem, který se jí představí jako Gene O'Reilly a který tvrdí, že byl přítelem její matky. Prodá jí koš krabů, z nichž jeden uteče. Když ho chce chytit, seznámí se Amanda s Tomem Bartlettem, vedoucím obchodního domu Henri Bendel na Páté avenue, který ve svém obchodě otevírá novou ambiciózní restauraci. Zajiskří to mezi nimi. Později toho dne jde Tom se svou přítelkyní Chris na oběd, na němž se chce s Chris rozejít, což už plánuje delší dobu. Taxikář Gene O'Reilly je ale vysadí na špatném místě – poblíž Amandiny restaurace Southern Cross. Tom uvidí Amandu venku a rozhodne se, že by měli jít na oběd raději k ní. Krab, který Amandě utekl na trhu, unikne uvaření a stane se v kuchyni jejím osobním maskotem. Z nejasných důvodů začne Amanda do jídla doslova přidávat své momentální pocity a jako zázrakem se z ní stane působivá a kreativní kuchařka. Připraví pro Toma krabí pokrm, který je tak lahodný, že mu nevadí, že se Chris, hnaná Amandinými negativními pocity vůči ní, které pronikly do jejího jídla, rozejde s Tomem a začne v restauraci rozbíjet talíře. 
Další den Amanda navštíví u Bendela Toma, aby jí nahradil rozbité talíře. Když jí manažer ukáže prostory, kde se dokončuje nová restaurace, prožijí společnou fantazii, při níž spolu koketně tančí. Tomova asistentka Lois svede Jonathana Bendela, majitele obchodního domu, díky tomu, že spolu sní zákusky, které Amanda v restauraci upekla i se svou vášní k Tomovi. Díky tomu, že se kvalita jejího jídla natolik zlepšila, začne Southern Cross navštěvovat mnohem více hostů, takže Amanda pomalu nestíhá vařit. Jedné noci navštíví Tom po zavření restaurace Amandu a po ochutnání jejího pokrmu se začnou líbat a vznášet. Tom zpanikaří a s Amandou se rozejde v domnění, že je to nějaká čarodějnice, která pomocí magie manipuluje s jeho city. Když se Amanda vydá další den do Tomovy kanceláře, aby mu vrátila vypadenou peněženku, je svědkem prudkého záchvatu vzteku a výpovědi slavného francouzského šéfkuchaře Valderona, kterého Tom najal pro novou restauraci. Když Jonathan zjistí, že Amanda pekla ony zákusky od Lois, chce, aby ji Tom i přes své protesty najal na otevření restaurace, které má konat následujícího večera.
Při premiéře se Amanda zpočátku vyhýbá snobskému francouzskému personálu, který jí zbyl po Valderonovi. To spolu s jejím zlomeným srdcem kvůli Tomovi způsobí, že nevědomky vmísí svůj smutek do jednoho z prvních chodů. Kvůli němu pak všichni hosté na slavnostním otevření nekontrolovatelně vzlykají. Nakonec překoná své pochybnosti o sobě samé a naplno využije svůj kuchařský potenciál, takže otevření restaurace proběhne úspěšně. Tom, ohromený i okouzlený pozoruhodným účinkem Amandina jídla na hosty, se za ní po uzavření kuchyně vydá. Odcházející Amandu přesvědčí, aby se vrátila, a přizná jí svou lásku. Oba se pak usmíří na tanečním parketu, aniž by si všimli, že Gene O'Reilly za nimi diriguje orchestr.

## Obsazení
- Sarah Michelle Gellar (český dabing: Jana Mařasová) jako Amanda Sheltonová
- Sean Patrick Flanery (český dabing: Martin Stránský) jako Tom Bartlett
- Patricia Clarkson (český dabing: Helena Dytrtová) jako Lois McNallyová
- Dylan Baker (český dabing: Zdeněk Mahdal) jako Jonathan Bendel
- Christopher Durang (český dabing: Antonín Navrátil) jako Gene O'Reilly
- Larry Gilliard Jr. (český dabing: Bohdan Tůma) jako Nolan Traynor
- Olek Krupa (český dabing: Martin Kolár) jako Valderon
- Amanda Peet (český dabing: Eva Spoustová) jako Chris
- Betty Buckley (český dabing: Dana Syslová) jako teta Stella
- Andrew Seear (český dabing: Martin Kolár) jako Frank Rogers
- Meg Gibson (český dabing: ?) jako Hannah Wallbergová

## Produkce
Premisu snímku Neodolatelná vymyslela Judith Roberts společně se svým manželem, filmovým producentem Markem Tarlovem, scénář napsala sama Roberts. Režii převzal Tarlov sám, neboť pro něj byl snímek značně osobní. Zároveň to byl pro něj režijní debut. Film byl koncipován jako průsečík jídla, pití a romantiky a měl vyprávět o tom, jak jídlo a víno propojuje Einsteinovskou relativitou čas a prostor. Důležitým prvkem měly být scény v duchu magického realismu.
Původní verze scénáře pojednávala o ženě mladšího středního věku, která nikdy nebyla romanticky založená, protože neměla v sobě žádnou vášeň. A až poté, co ji našla ve vaření, objevila se v jejím životě i romantika. Role byla vytvořena pro Holly Hunter, kterou však studio Regency Enterprises kvůli jejímu věku 40 let nechtělo. Režisér měl čtenou zkoušku s Sarah Jessikou Parker, v té době začínající se Sexem ve městě, které měl dělat hereckého partnera Greg Kinnear, avšak ani tato volba se producentům nelíbila. Šéf Regency, Arnon Milchan, se zhlédl v populární Buffy, přemožitelce upírů a její představitelce, Sarah Michelle Gellar. Ta nabídku přijala, ovšem její role musela být zásadně přepsána, aby odpovídala jejímu věku 21 let. Do pozice mužského protějšku byl obsazen Sean Patrick Flanery, rovněž populární z televize, zatímco v ostatních rolích se objevili převážně herci se zkušenostmi z divadla.
Natáčení filmu s rozpočtem 6 milionů dolarů probíhalo v létě 1998 na Manhattanu v New Yorku. Hudbu napsal Gil Goldstein.

### České znění
České znění filmu vyrobilo Studio Budíkov pro Bonton Home Entertainment v roce 2000. V překladu Jiřího Štefla ho režíroval Zdeněk Mahdal.

## Vydání
Slavnostní premiéra filmu Neodolatelná proběhla 4. února 1999 v Cineplex Odeon Century Plaza Cinema v Century City v Los Angeles. Do amerických kin byl snímek uveden 5. února 1999. V Singapuru měl premiéru v březnu, v dalších zemích pak byl postupně promítán od dubna 1999 a jako poslední se ho dočkali diváci v Itálii, kde byl do kin uveden 7. července 2000. Snímek nebyl dán do široké celosvětové kinodistribuce, v kinech byl nasazen pouze v malém počtu zemí. V Česku film promítán nebyl.
V srpnu 1999 vyšel film na VHS i DVD, v květnu 2013 byl snímek vydán na BD. Lokalizovaná verze na VHS byla v Česku vydána v září 2000.

## Přijetí

### Tržby
V Severní Americe, kde byl promítán v 1359 kinech, utržil snímek 4,4 milionu dolarů, tržby v ostatních zemích nejsou známy. Během úvodního víkendu utržil v Severní Americe přes 2,2 milionu dolarů.

### Filmová kritika
Server Rotten Tomatoes udělil snímku známku 4,1/10, a to na základě vyhodnocení 31 recenzí (z toho 5 jich bylo spokojených, tj. 16 %). V konsenzuální kritice uvádí, že „Neodolatelná prostě taková není“. Od serveru Metacritic získal film, podle 21 recenzí, celkem 27 ze 100 bodů.